# Zakoczył
Zakoczył, Czerniawa – polana w Pieninach. Znajduje się na głównym grzbiecie Pienin Czorsztyńskich, pomiędzy szczytami Nowa Góra i Czoło. Rejon polany jest także przełęczą między tymi szczytami.
Nazwa polany prawdopodobnie pochodzi od dawnej nazwy Nowej Góry – Czarna Góra. Józef Nyka w przewodniku Pieniny pisał, że była to piękna, koszona polana. Dzięki specyficznym warunkom glebowym, klimatycznym i geograficznym łąki i polany Pienińskiego Parku Narodowego były siedliskiem bardzo bogatym gatunkowo. W latach 1987–1988 znaleziono tu bardzo rzadki, w Polsce zagrożony wyginięciem gatunek porostu – płucnik modry Platismatia glauca. Występował tutaj też storczyk kukawka Orchis militaris, ale zaprzestanie użytkowania polany spowodowało, że wyginął.
W niewielkiej odległości na północny wschód od polany Zakoczył jest polana Toporzyskowe, a na północny wschód ciąg koszonych łąk o nazwie Pod Forendówką i Forendówki.
Polana znajduje się w Pienińskim Parku Narodowym, w miejscowości Sromowce Niżne w województwie małopolskim, w powiecie nowotarskim, w gminie Czorsztyn. Była własnością prywatną. Właścicielom nie opłacało się już polany kosić, wskutek czego zarastała chaszczami i lasem. Doprowadza to do ginięcia roślin i zwierząt, dla których łąki są właściwym siedliskiem i do zmniejszenia bioróżnorodności. Czerniawa została jednak przez dyrekcję parku wykupiona, dzięki czemu prowadzone są na niej przez PPN zabiegi ochrony czynnej; odkrzaczanie i koszenie.

## Szlak turystyki pieszej
Obrzeżem polany Zakoczył prowadzi szlak turystyczny
 Czorsztyn – zbocza Macelaka – Czoło – przełęcz Szopka – Trzy Korony. Jest to fragment szlaku (Tarnów – Wielki Rogacz) biegnący wzdłuż głównego grzbietu Pienin Właściwych.